# 日本の運転免許
日本の運転免許（にほん の うんてんめんきょ）は、日本国内において、自動車および原動機付自転車の運転を特別に認める免許のことである。日本の制度では、国家公安委員会・警察庁交通局の管理監督を受ける国家資格となっている。また、日本で最も取得者が多い国家資格でもある。そのため、国内で単に「免許」と表現した場合、運転免許を指すのが一般的である。
本稿では記述を簡易にするために運転免許で許可される事以外については言及や注釈を省略している。実際に該当の自動車を運転する場合は「所有権」や「利用権」など運転免許の以外の取得が必要である。自動車に付属する他の免許が必要な装置の操作や未成年の飲酒、麻薬の乱用などは本稿以外の法律で対処される。

## 概要
運転免許の制度・規則については、道路交通法および下位命令により規定されており、その管理は各都道府県の公安委員会が行うが、実際の業務は法令の委任により都道府県警察が行っている。運転免許証は各都道府県公安委員会名で交付される。
道路交通法上で使われる『自動車』という用語には自動二輪や大型・小型特殊自動車も含まれる。これは自動車を「原動機で動く車両」と定義しているためである。なお、『車両』とは、「自動車、原動機付自転車、軽車両及びトロリーバス」である。明確に原動機で動く車両と定義されているため、「移動式ピクニックテーブル」（原動機で動く車両の十分条件である。）を公道で走行させた場合、議論の余地はなく明確に検挙できる（オーストラリアでは明確に自動車と区分されないため、警察は「危険だから乗らないように」と案内するにとどまっている。）。
道路交通法が適用される道路において、自動車や原動機付自転車は免許を受けていない者は「運転してはならない乗り物」となっている（道路交通法第64条、無免許運転の禁止）。この条文では運転免許を受けた者に関する言及はされてない。ただし解釈としては運転免許を受けた者は「特別に運転することを許された者」という立場である。ゆえに運転免許は、行政法概念上でいう「許可」にあたる。
以降、本項においては断りない限り「運転免許」は単に「免許」と記載することがある。

## 歴史
初の免許制度
日本で初めて自動車が走ったのは1898年（明治31年）とされているが、その5年後の1903年（日露戦争の前年）に、愛知県で日本初の自動車免許制度である「乗合自動車営業取締規則」が制定された。この制度が対象としたのは、個人の自家用自動車ではなく、当時「乗合自動車（のりあいじどうしゃ）」と呼ばれた乗り物つまり現在のバスのようなものであった。だが当時は一般庶民が「乗り合い自動車」に乗ることはなく、そもそも自動車を一度も見たことがない人々が大勢いて、当時都市部で乗り物に乗せてもらう場合は人力車が一般的で、人力以外の乗り物としては（馬車があり、その他には）路面電車が走っているような状況だった。
東京における運転免許制度の開始
1907年（明治40年）には警視庁（つまり東京府の警察）が「自動車取締規則」を施行し、東京で自家用車を運転できるのは運転免許取得者だけになった。日本における自家用車のための運転免許制度としては、この東京の制度が最初のものである。ただし、自家用車の運転者の制度といっても、実際にこの運転免許の対象となった人の数は非常に限られ、しかも会社の運転手や車掌など、仕事で運転する者に限られていて、たとえばこの運転免許の取得者の第1号は、三井財閥の三井家に馬車の御者（ぎょしゃ）（つまり馬車の運転手）として雇われていた渡辺守貞という人物であった。警視庁における自動車登録台数は、初年度にもかかわらず、わずか16台だったとされている。免許証は木製のものが交付された。
日本全国の運転免許制度の開始
運転免許制度が全国的になったのは1919年（大正8年）であり、この年に全国統一の交通法規「自動車取締令」が施行された。世界中で大ヒットしたフォード・モデルTなどの大量生産車が日本にも輸入されて普及し、それに応じてこの「自動車取締令」が施行されたのである。1919年ころに500台ほどだった自動車の台数は、1924年（大正13年）までに2万台を超え、乗合自動車・タクシー・自家用車が道路を走るようになり県境を越えた運転が増えたことも全国統一の交通法規が求められることにつながったのである。この「自動車取締令」による運転免許は甲種と乙種に分かれていて、甲種は「どの車両でも運転できる免許」で、乙種のほうは特定自動車や特殊車両の運転に限定された免許であった。なお、当時運転免許の取得にはあらかじめ「車体検査証」を所有していることが必要で（つまり、現在のように免許取得後に自家用車を購入することはできず）、取得後は5年後ごとに再試験が行われた。
- その後の歴史については、「#運転免許の区分の歴史」の節および「#旧区分」の節を参照のこと。

## 取得方法
運転免許を取得するには、運転免許試験場で適性試験・技能試験・学科試験を受験することが原則である。その他に指定自動車教習所（通称「公認」）へ入所し、卒業検定に合格することで、運転免許試験場での技能試験が免除され、免許取得可能となる方法もある。一般的には後者の方法で取得する者のほうが多く、原則である前者の方法がかえって特別視され、「一発試験」、「飛び込み試験」「飛び入り試験」などと呼ばれることがある。
直接受験の場合と、指定でない自動車教習所（通称「非公認」）に入所した場合は、仮免許の技能試験を運転免許試験場で受験し、路上練習を5日（1日あたり2時間以上）以上行った後、本免許の技能試験を運転免許試験場で受験する。しかし、一般的には指定自動車教習所を卒業して、技能試験免除で普通免許を取得する者がほとんどである。指定自動車教習所へ入所して普通免許を取得する場合、指定自動車教習所で仮運転免許を取得し、路上での教習、学科教習を受け、路上での卒業検定に合格した後に、住民登録のある都道府県の運転免許試験場で受験申請する。指定自動車教習所の卒業証明書を提出し、視力などの適性試験と学科試験に合格すれば、運転免許証が交付される。
受験資格年齢は、運転免許の区分によって異なる（詳細は下記の運転免許の区分参照）。なお、小特免許、原付免許は技能試験が課せられないが、原付免許は学科試験に合格しても講習を受けないと取得できない。小特免許には講習もないので、実車を一切運転することなく取得できる唯一の免許である。大型特殊第二種免許およびけん引第二種免許に関しては現在、教習に関する規程がないため、指定自動車教習所での教習や技能検定は行われていない。したがって、運転免許試験場での技能試験（一発試験）を受験して合格しなければ、免許は取得できない。

## 運転免許の区分

### 免許の種類
| 第一種運転免許（第一種免許） | 第二種免許が必要となる場合以外の場合において、乗用、貨物問わず運転可能。一般的に単に「免許」という場合、これを指すことが多い。 - 法令では「大型免許」「中型免許」「準中型免許」「普通免許」「大型特殊免許」「大型二輪免許」「普通二輪免許」「小型特殊免許」「原付免許」「牽（けん）引免許」が規定されている。 |
| 第二種運転免許（第二種免許） | 旅客自動車（バス、タクシーなど）を旅客自動車運送事業に係る旅客を運送する目的で運転する（営業運行する）場合、および旅客自動車でなくとも運転代行業において顧客を乗車させて運送する場合に必要となる免許。なお、介護・福祉タクシー等の自家用有償旅客運送については、有償であっても認定講習を受ければ第一種免許で運転可能である。 - 21歳以上で、大型免許・中型免許・準中型免許・普通免許・大型特殊免許のいずれかを現に受けており、これらの免許のいずれかを受けていた期間が通算して3年以上の者、または他の種類の第二種免許を受けている者でなければ受験できない（自衛官等には“2年以上”、「受験資格特例教習」修了者には"19歳以上、かつ一種免許期間通算1年以上"の特例あり）。けん引第二種免許のみ上記の条件に加えけん引免許を現に受けている者、または他の種類の第二種免許を受けていなければ受験できない。 - 第二種免許を受けていれば、同一車種の第一種免許により運転できる車両を運転できる。 - 旅客用車両である重被牽引車を旅客自動車運送事業に係る旅客を運送する目的で牽引して運転する場合は、けん引第二種免許を受けなければならない。 - 法令では「大型第二種免許」「中型第二種免許」「普通第二種免許」「大型特殊第二種免許」「牽（けん）引第二種免許」が規定されている。なお、乗車定員において運転できる自動車の範囲が普通免許と異ならないため、準中型第二種免許は存在しない。 |
| 仮運転免許（仮免許）         | 免許を受けるため運転を練習しようとする人や、技能検定のため路上で運転するために必要となる免許。略して「仮免」とも言う。 - 路上での運転については、一定の免許資格要件を満たす者もしくは、教習指導員有資格者（指定自動車教習所に於いて技能教習に従事する場合に限る）の同乗、仮免許標識の掲示が必要であり、単独運転は許されない。また、あくまでも路上で運転練習するための免許であり、それ以外（買い物や送迎など）の目的として運転することは許されない。 - 指定自動車教習所または非公認自動車教習所の指導の下、教習員が同乗して教習車により路上走行するのが一般的であるが、これは法的要件ではない。 - 法令では「大型仮免許」「中型仮免許」「準中型仮免許」「普通仮免許」が規定されている。 |

#### 免許の種別と正式名称
運転免許は通称による呼び方が多い。道路交通法84条に書かれる正しい区分と通称を記載する。記載される免許の種別は、法律条文に書かれている順番に表記している。
よく言われる「普通一種」などという表記はなく、一種免許については単に「普通免許」などとなることに注意が必要である。
| 法に定める区分 | 法に定める種別の記載     | 法に定める略称     | 運転免許証記載文言                   |
| -------------- | ------------------------ | ------------------ | ------------------------------------ |
| 第一種免許     | 大型自動車免許           | 大型免許           | 大型                                 |
| 第一種免許     | 中型自動車免許           | 中型免許           | 中型                                 |
| 第一種免許     | 準中型自動車免許         | 準中型免許         | 準中型                               |
| 第一種免許     | 普通自動車免許           | 普通免許           | 普通                                 |
| 第一種免許     | 大型特殊自動車免許       | 大型特殊免許       | 大特                                 |
| 第一種免許     | 大型自動二輪車免許       | 大型二輪免許       | 大自二                               |
| 第一種免許     | 普通自動二輪車免許       | 普通二輪免許       | 普自二                               |
| 第一種免許     | 小型特殊自動車免許       | 小型特殊免許       | 小特                                 |
| 第一種免許     | 原動機付自転車免許       | 原付免許           | 原付                                 |
| 第一種免許     | 牽引免許                 | （略称なし）       | け引                                 |
| 第二種免許     | 大型自動車第二種免許     | 大型第二種免許     | 大二                                 |
| 第二種免許     | 中型自動車第二種免許     | 中型第二種免許     | 中二                                 |
| 第二種免許     | 普通自動車第二種免許     | 普通第二種免許     | 普二                                 |
| 第二種免許     | 大型特殊自動車第二種免許 | 大型特殊第二種免許 | 大特二                               |
| 第二種免許     | 牽引第二種免許           | （略称なし）       | け引二                               |
| 仮免許         | 大型自動車仮免許         | 大型仮免許         | （免種毎に仮運転免許証が交付される） |
| 仮免許         | 中型自動車仮免許         | 中型仮免許         | （免種毎に仮運転免許証が交付される） |
| 仮免許         | 準中型自動車仮免許       | 準中型仮免許       | （免種毎に仮運転免許証が交付される） |
| 仮免許         | 普通自動車仮免許         | 普通仮免許         | （免種毎に仮運転免許証が交付される） |

ただし、牽引免許及び、牽引第二種免許を両方取得した場合には運転免許の記載は「引・引二」の表記となる。

#### 限定免許
運転可能な自動車に一定の制約を設ける限定条件について、道路交通法施行規則に明記されている車両の特性による条件を記述する。なお、第一種免許のみを指すときは、特にそれを明記しない。
| 限定条件           | 条件を付与することのできる免許 |
| ------------------ | --- |
| AT限定             | - 中型車（8t）限定中型免許（一種・二種） - 準中型車（5t）限定準中型免許 - 普通免許（一種・二種・仮免） - 準中型車（5t）限定中型二種免許 - 大型二輪免許 - 普通二輪免許 - 小型限定普通二輪免許 |
| 中型車（8t）限定   | 中型免許（一種・二種） |
| 準中型車（5t）限定 | 準中型免許、中型二種免許 |
| 小型限定           | 普通二輪免許 |
| 小型トレーラー限定 | 牽引免許 |
| 農耕車限定         | - 大型特殊免許 - 牽引免許 |
| カタピラ限定       | 大型特殊免許（一種・二種） |
| 自衛隊車両限定     | 大型免許（一種・仮免） |
| マイクロバス限定   | 大型免許 |

このうち、中型車（8t）限定、準中型車（5t）限定、マイクロバス限定は、免許の新規取得による場合では付与することができない。
このほか、眼鏡等など個人の事情に応じた条件が付与される場合がある。

### 免許の受験資格
以下は免許の受験資格である
| 区分       | 免許               | 年齢     | 免許経歴 |
| ---------- | ------------------ | -------- | --- |
| 第一種免許 | 大型免許           | 21歳以上 | 中型免許、準中型免許、普通免許、大型特殊免許のいずれかを現に有しており、いずれかを受けていた経歴が通算3年以上。                                                                                           |
| 第一種免許 | 中型免許           | 20歳以上 | 準中型免許、普通免許、大型特殊免許のいずれかを現に有しており、いずれかを受けていた経歴が通算2年以上。 |
| 第一種免許 | 準中型免許         | 18歳以上 | 経歴不要 |
| 第一種免許 | 普通免許           | 18歳以上 | 経歴不要 |
| 第一種免許 | 大型特殊免許       | 18歳以上 | 経歴不要 |
| 第一種免許 | 大型二輪免許       | 18歳以上 | 経歴不要 |
| 第一種免許 | 普通二輪免許       | 16歳以上 | 経歴不要 |
| 第一種免許 | 小型特殊免許       | 16歳以上 | 経歴不要 |
| 第一種免許 | 原付免許           | 16歳以上 | 経歴不要 |
| 第一種免許 | 牽引免許           | 18歳以上 | 二種免許、大型免許、中型免許、準中型免許、普通免許、大型特殊免許のいずれかを現に有していること。 |
| 第二種免許 | 大型第二種免許     | 21歳以上 | 大型免許、中型免許、準中型免許、普通免許、大型特殊免許のいずれかを現に有しており、いずれかを受けていた経歴が通算3年以上、または他の二種免許を現に有していること。                                         |
| 第二種免許 | 中型第二種免許     | 21歳以上 | 大型免許、中型免許、準中型免許、普通免許、大型特殊免許のいずれかを現に有しており、いずれかを受けていた経歴が通算3年以上、または他の二種免許を現に有していること。                                         |
| 第二種免許 | 普通第二種免許     | 21歳以上 | 大型免許、中型免許、準中型免許、普通免許、大型特殊免許のいずれかを現に有しており、いずれかを受けていた経歴が通算3年以上、または他の二種免許を現に有していること。                                         |
| 第二種免許 | 大型特殊第二種免許 | 21歳以上 | 大型免許、中型免許、準中型免許、普通免許、大型特殊免許のいずれかを現に有しており、いずれかを受けていた経歴が通算3年以上、または他の二種免許を現に有していること。                                         |
| 第二種免許 | 牽引第二種免許     | 21歳以上 | 牽引免許を現に有しており、かつ大型免許、中型免許、準中型免許、普通免許、大型特殊免許のいずれかを現に有しており、いずれかを受けていた経歴が通算3年以上であること、または他の二種免許を現に有していること。 |
| 仮免許     | 大型仮免許         | 21歳以上 | 経歴不要 |
| 仮免許     | 中型仮免許         | 20歳以上 | 経歴不要 |
| 仮免許     | 準中型仮免許       | 18歳以上 | 経歴不要 |
| 仮免許     | 普通仮免許         | 18歳以上 | 経歴不要 |

### 免許で運転可能な自動車等
免許の種別ごと運転可能な自動車等の種類を示す。
1. 各免許に対応する「運転可能な自動車等」の欄に掲げる各自動車等には、750キログラム以下の車両、故障車、牽引車両と切り離すことのできない被牽引車両のいずれかを牽引する自動車等を含む。
2. 各第一種免許に対応する「運転可能な自動車等」の欄に掲げる大型自動車、中型自動車、準中型自動車、普通自動車、大型特殊自動車及び上述の1に掲げる自動車等については、旅客輸送の目的で運転する自動車等を除く。
3. 各仮免許に対応する「運転可能な自動車等」の欄に掲げる各自動車については、全て練習の目的で運転する自動車とする。

| 区分       | 種別               | 運転可能な自動車等                                                               |
| ---------- | ------------------ | -------------------------------------------------------------------------------- |
| 第一種免許 | 大型免許           | 大型自動車、中型自動車、準中型自動車、普通自動車、小型特殊自動車、原動機付自転車 |
| 第一種免許 | 中型免許           | 中型自動車、準中型自動車、普通自動車、小型特殊自動車、原動機付自転車             |
| 第一種免許 | 準中型免許         | 準中型自動車、普通自動車、小型特殊自動車、原動機付自転車                         |
| 第一種免許 | 普通免許           | 普通自動車、小型特殊自動車、原動機付自転車                                       |
| 第一種免許 | 大型特殊免許       | 大型特殊自動車、小型特殊自動車、原動機付自転車                                   |
| 第一種免許 | 大型二輪免許       | 大型二輪免許、普通二輪免許、小型特殊自動車、原動機付自転車                       |
| 第一種免許 | 普通二輪免許       | 普通二輪免許、小型特殊自動車、原動機付自転車                                     |
| 第一種免許 | 小型特殊免許       | 小型特殊自動車                                                                   |
| 第一種免許 | 原付免許           | 原動機付自転車                                                                   |
| 第一種免許 | けん引免許         | 牽引自動車                                                                       |
| 第二種免許 | 大型第二種免許     | 大型自動車、中型自動車、準中型自動車、普通自動車、小型特殊自動車、原動機付自転車 |
| 第二種免許 | 中型第二種免許     | 中型自動車、準中型自動車、普通自動車、小型特殊自動車、原動機付自転車             |
| 第二種免許 | 普通第二種免許     | 普通自動車、小型特殊自動車、原動機付自転車                                       |
| 第二種免許 | 大型特殊第二種免許 | 大型特殊自動車、小型特殊自動車、原動機付自転車                                   |
| 第二種免許 | けん引第二種免許   | 牽引自動車                                                                       |
| 仮免許     | 大型仮免許         | 大型自動車、中型自動車、準中型自動車、普通自動車                                 |
| 仮免許     | 中型仮免許         | 中型自動車、準中型自動車、普通自動車                                             |
| 仮免許     | 準中型仮免許       | 準中型自動車、普通自動車                                                         |
| 仮免許     | 普通自動車仮免許   | 普通自動車                                                                       |

#### 運転することができない車両
免許を受けた場合でも、その免許で運転可能な自動車等について、一定の場合においては運転できないことがある。
- 「運転可能な自動車等」の欄に掲げる種類の自動車等を運転するときであっても、以下のような運転行為は禁止されている。これらの行為を行うと、無免許運転として処罰される。
  - 旅客輸送の目的で自動車等を第一種免許で運転すること。
  - 練習以外の目的で自動車を仮免許で運転すること。
- 「運転可能な自動車等」の欄に掲げられている自動車を運転するときであっても、その欄に対応する免許が限定条件が付与されたものである場合において、その条件に反して自動車等を運転することはできない。運転した場合は、免許条件違反となる。
- 練習の目的で自動車を仮免許で運転する場合であっても、法に定められた規則に反して運転すると仮免許運転違反となる。
- 以下のように、一定の要件を満たさない者は、現に有している免許で運転することが許可されている自動車の種別であっても、運転することができない場合がある。これに反して運転した場合は、大型自動車等無資格運転として処罰される。
  - 緊急走行をする緊急車両にあたる大型自動車、中型自動車、準中型自動車を、21歳未満の者又は大型免許、中型免許、準中型免許、普通免許、大型特殊免許のいずれかを受けていた期間が3年未満の者が運転することはできない。
  - 緊急走行をする緊急車両にあたる普通自動車を、大型免許、中型免許、準中型免許、普通免許、大型特殊免許のいずれかを受けていた期間が2年未満の者が運転することはできない。
  - 緊急走行をする緊急車両にあたる大型二輪車、普通二輪車を、大型二輪免許、普通二輪免許のいずれかを受けていた期間が2年未満の者が運転することはできない。
  - 20歳未満又の自衛官（受験資格特例教習修了者を除く）が、自衛隊車両以外の中型自動車を運転することはできない。
  - 21歳未満の自衛官（受験資格特例教習修了者を除く）が、自衛隊車両以外の大型車自動車を運転することはできない（大型免許の自衛隊車両限定の有無に関わらない）。

### 免許証の様式

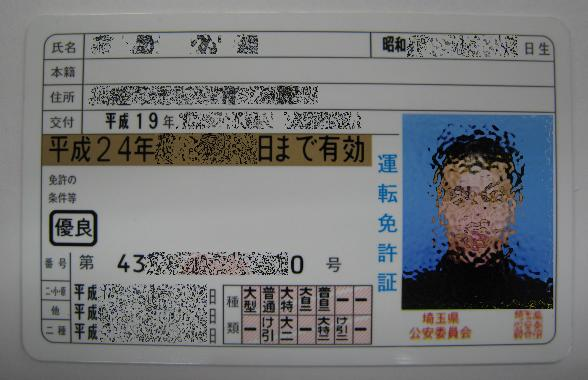
日本のICカード運転免許証（旧区分。2007年（平成19年）6月1日以前の旧「普通」は現在「中型」（中型車は中型車（8t）に限る）と表示される。）

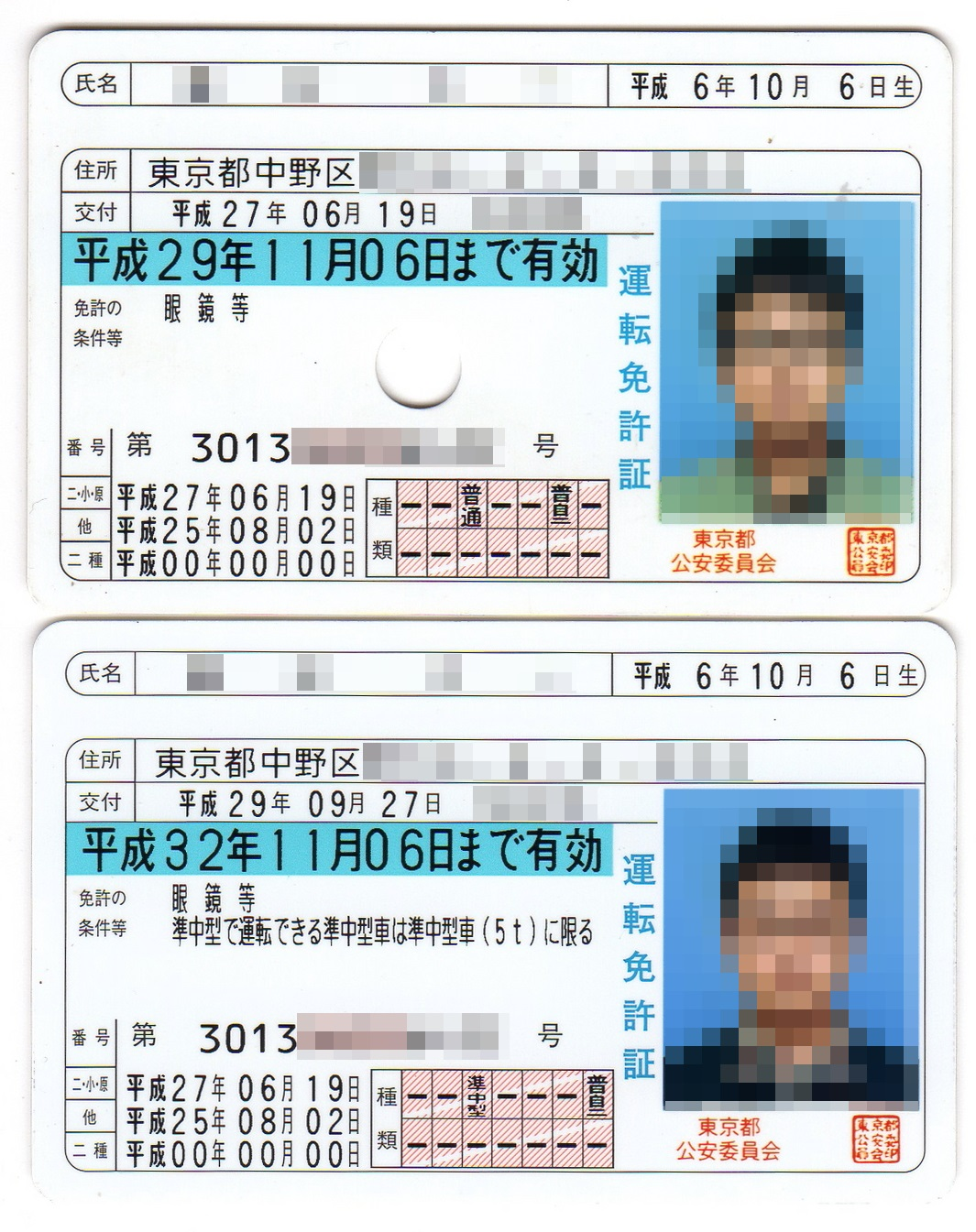
日本のICカード運転免許証
（上：旧区分、下：現区分）
2007年6月2日から2017年（平成29年）3月11日における旧「普通」は現在「準中型」（準中型で運転できる準中型車は準中型車（5t）に限る）と表示される。

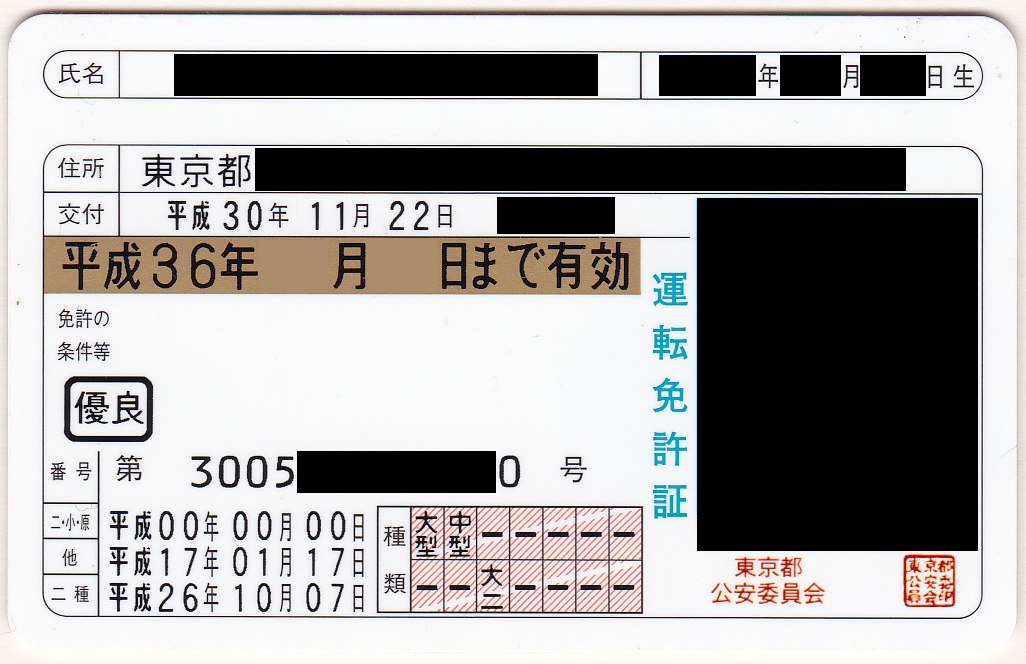
平成の終焉を2019年（平成31年）4月30日とする政令が公布された2017年（平成29年）12月13日以降に交付された免許証でも、2019年(令和元年)5月1日以降の有効期限も「平成○○年」となっている。

| 氏名                                    | ◯ ◯ ◯ ◯                                 | ◯ ◯ ◯ ◯ | 元号YY年MM月DD日生     | 元号YY年MM月DD日生    |       |          |             |
|                                         |                                         | |                        |                       |       |          |             |
| 住所                                    | ◯◯◯◯◯◯◯◯◯ ◯–◯–◯                         | ◯◯◯◯◯◯◯◯◯ ◯–◯–◯ | ◯◯◯◯◯◯◯◯◯ ◯–◯–◯        | ◯◯◯◯◯◯◯◯◯ ◯–◯–◯       |       |          |             |
| 交付                                    | 元号YY年MM月DD日 ◯◯◯◯◯                  | 元号YY年MM月DD日 ◯◯◯◯◯ | 元号YY年MM月DD日 ◯◯◯◯◯ | 証明写真              |       |          |             |
| YYYY 年(元号 YY 年) MM 月 DD 日まで有効 | YYYY 年(元号 YY 年) MM 月 DD 日まで有効 | YYYY 年(元号 YY 年) MM 月 DD 日まで有効 | 運 転 免 許 証         | 証明写真              |       |          |             |
| 免許の 条件等                           |                                         | | 運 転 免 許 証         | 証明写真              |       |          |             |
| 番号                                    | 第 ◯◯◯◯◯◯◯◯◯◯◯◯ 号                      | 第 ◯◯◯◯◯◯◯◯◯◯◯◯ 号 | 運 転 免 許 証         | 証明写真              |       |          |             |
| 二・小・原                              | 元号YY年MM月DD日                        | \| 種 類 \| 大 型 \| 中 型 \| 準 中 型 \| 普 通 \| 大 特 \| 大 自 二 \| 普 自 二 \| \| 種 類 \| 小 特 \| 原 付 \| 大 二 \| 中 二 \| 普 二 \| 大 特 二 \| 引 ・ 引 二 \| | 運 転 免 許 証         | 証明写真              |       |          |             |
| 他                                      | 元号YY年MM月DD日                        | \| 種 類 \| 大 型 \| 中 型 \| 準 中 型 \| 普 通 \| 大 特 \| 大 自 二 \| 普 自 二 \| \| 種 類 \| 小 特 \| 原 付 \| 大 二 \| 中 二 \| 普 二 \| 大 特 二 \| 引 ・ 引 二 \| | 運 転 免 許 証         | 都道府県名 公安委員会 |       |          |             |
| 二種                                    | 元号YY年MM月DD日                        | \| 種 類 \| 大 型 \| 中 型 \| 準 中 型 \| 普 通 \| 大 特 \| 大 自 二 \| 普 自 二 \| \| 種 類 \| 小 特 \| 原 付 \| 大 二 \| 中 二 \| 普 二 \| 大 特 二 \| 引 ・ 引 二 \| | 運 転 免 許 証         | 都道府県名 公安委員会 |       |          |             |
| 種 類                                   | 大 型                                   | 中 型 | 準 中 型               | 普 通                 | 大 特 | 大 自 二 | 普 自 二    |
| 種 類                                   | 小 特                                   | 原 付 | 大 二                  | 中 二                 | 普 二 | 大 特 二 | 引 ・ 引 二 |

### 第一種免許の区分
| 第一種 免許の種類 及び 受験資格年齢                                     | 運転可能な車の種類 | 運転可能な車の種類 | 運転可能な車の種類 | 運転可能な車の種類 | 運転可能な車の種類 | 運転可能な車の種類 | 運転可能な車の種類 | 運転可能な車の種類 | 運転可能な車の種類 |
| 第一種 免許の種類 及び 受験資格年齢                                     | 大型 自動車 | 中型 自動車 | 準中型 自動車 | 普通 自動車 | 大型特殊 自動車 | 大型自動 二輪車 | 普通自動 二輪車 | 小型特殊 自動車 | 原動機付 自転車 |
| 大型免許 21歳以上 「受験資格特例教習」修了者は19歳以上 自衛官は19歳以上 | 可 | 可 | 可 | 可 | 不可 | 不可 | 不可 | 可 | 可 |
| 中型免許 20歳以上 「受験資格特例教習」修了者は19歳以上 自衛官は19歳以上 | 不可 | 可 | 可 | 可 | 不可 | 不可 | 不可 | 可 | 可 |
| 準中型免許 18歳以上                                                     | 不可 | 不可 | 可 | 可 | 不可 | 不可 | 不可 | 可 | 可 |
| 普通免許 18歳以上                                                       | 不可 | 不可 | 不可 | 可 | 不可 | 不可 | 不可 | 可 | 可 |
| 大型特殊免許 18歳以上                                                   | 不可 | 不可 | 不可 | 不可 | 可 | 不可 | 不可 | 可 | 可 |
| 大型二輪免許 18歳以上                                                   | 不可 | 不可 | 不可 | 不可 | 不可 | 可 | 可 | 可 | 可 |
| 普通二輪免許 16歳以上                                                   | 不可 | 不可 | 不可 | 不可 | 不可 | 不可 | 可 | 可 | 可 |
| 小型特殊免許 16歳以上                                                   | 不可 | 不可 | 不可 | 不可 | 不可 | 不可 | 不可 | 可 | 不可 |
| 原付免許 16歳以上                                                       | 不可 | 不可 | 不可 | 不可 | 不可 | 不可 | 不可 | 不可 | 可 |
| けん引免許 18歳以上                                                     | 大型、中型、準中型、普通、大型特殊自動車のけん引自動車で、車両総重量が750kgを超える車（重被けん引車）をけん引する場合に必要。ただし、次の場合はけん引免許は不要。 - 車両総重量が750kg以下の車をけん引するとき。 - 故障車をロープ、クレーンなどでけん引するとき。 - 牽引車両と被牽引車両が切り離せない場合（連節バスなど） | 大型、中型、準中型、普通、大型特殊自動車のけん引自動車で、車両総重量が750kgを超える車（重被けん引車）をけん引する場合に必要。ただし、次の場合はけん引免許は不要。 - 車両総重量が750kg以下の車をけん引するとき。 - 故障車をロープ、クレーンなどでけん引するとき。 - 牽引車両と被牽引車両が切り離せない場合（連節バスなど） | 大型、中型、準中型、普通、大型特殊自動車のけん引自動車で、車両総重量が750kgを超える車（重被けん引車）をけん引する場合に必要。ただし、次の場合はけん引免許は不要。 - 車両総重量が750kg以下の車をけん引するとき。 - 故障車をロープ、クレーンなどでけん引するとき。 - 牽引車両と被牽引車両が切り離せない場合（連節バスなど） | 大型、中型、準中型、普通、大型特殊自動車のけん引自動車で、車両総重量が750kgを超える車（重被けん引車）をけん引する場合に必要。ただし、次の場合はけん引免許は不要。 - 車両総重量が750kg以下の車をけん引するとき。 - 故障車をロープ、クレーンなどでけん引するとき。 - 牽引車両と被牽引車両が切り離せない場合（連節バスなど） | 大型、中型、準中型、普通、大型特殊自動車のけん引自動車で、車両総重量が750kgを超える車（重被けん引車）をけん引する場合に必要。ただし、次の場合はけん引免許は不要。 - 車両総重量が750kg以下の車をけん引するとき。 - 故障車をロープ、クレーンなどでけん引するとき。 - 牽引車両と被牽引車両が切り離せない場合（連節バスなど） | 大型、中型、準中型、普通、大型特殊自動車のけん引自動車で、車両総重量が750kgを超える車（重被けん引車）をけん引する場合に必要。ただし、次の場合はけん引免許は不要。 - 車両総重量が750kg以下の車をけん引するとき。 - 故障車をロープ、クレーンなどでけん引するとき。 - 牽引車両と被牽引車両が切り離せない場合（連節バスなど） | 大型、中型、準中型、普通、大型特殊自動車のけん引自動車で、車両総重量が750kgを超える車（重被けん引車）をけん引する場合に必要。ただし、次の場合はけん引免許は不要。 - 車両総重量が750kg以下の車をけん引するとき。 - 故障車をロープ、クレーンなどでけん引するとき。 - 牽引車両と被牽引車両が切り離せない場合（連節バスなど） | 大型、中型、準中型、普通、大型特殊自動車のけん引自動車で、車両総重量が750kgを超える車（重被けん引車）をけん引する場合に必要。ただし、次の場合はけん引免許は不要。 - 車両総重量が750kg以下の車をけん引するとき。 - 故障車をロープ、クレーンなどでけん引するとき。 - 牽引車両と被牽引車両が切り離せない場合（連節バスなど） | 大型、中型、準中型、普通、大型特殊自動車のけん引自動車で、車両総重量が750kgを超える車（重被けん引車）をけん引する場合に必要。ただし、次の場合はけん引免許は不要。 - 車両総重量が750kg以下の車をけん引するとき。 - 故障車をロープ、クレーンなどでけん引するとき。 - 牽引車両と被牽引車両が切り離せない場合（連節バスなど） |

### 免許の区分に関する備考
- 普通免許、普通第二種免許、大型二輪免許、普通二輪免許には、限定なし（MT車[注 15]も運転可）とAT限定[注 16]があるが、大型、中型、準中型の各第一種・第二種免許ともにAT限定は存在していない[注 17]。
  - 2005年（平成17年）6月1日から二輪免許にもAT限定免許が新設された。大型二輪AT限定免許では排気量650cc以下の二輪車しか運転できなかったが、2019年（令和元年）12月1日より、大型二輪免許のAT限定で運転できる大型二輪AT車の排気量の上限は無制限となった。これは2019年（令和元年）12月1日以降に新規で免許を取得した者だけではなく、既存の大型二輪免許のAT限定を保有している者も対象となる[10]。
  - 普通二輪免許には小型限定（125cc以下）があり、小型二輪AT限定もある。
- 運転免許区分の改定以前に免許を受けた者に限り交付される以下のような限定免許がある。区分改定以前に取得した免許の運転条件と同じ条件で、改定以後も運転できるようにするための措置であるため、これらの限定免許を新規に取得することはできない。
  - 2007年6月1日までに受けた普通免許・普通第二種免許については、翌日以降、中型8トン限定免許・中型8トン限定第二種免許となる。
  - 2007年6月2日から2017年3月11日までに受けた普通免許・普通第二種免許については、翌日以降、準中型5トン限定免許・中型5トン限定第二種免許となる（準中型については、第二種免許が存在しない）。
  - 上記のいずれも、改定以前にAT限定で免許を受けた者は、改定以後に交付される免許もAT限定となる。
- 運転免許証の所有免許欄を全て埋める（俗称「フルビッター」または「フルビット」）には、原付免許または小型特殊免許から、順序に注意しながら取得する必要がある[注 18]。ただし、免許の返納などを行えば再びフルビットを目指すことは可能[注 19]。
- 19歳以上で取得できる自衛官の大型免許は、2007年（平成19年）6月の道路交通法改正により、自衛隊内で大型自動車免許を取得しても運転できるのは自衛隊車両（73式大型トラック、73式中型トラックなど）に限定[注 20]され（免許の条件に『大型は自衛隊車両に限る』と記載される）、自衛隊以外の大型車を運転することはできない。自衛隊以外の大型自動車を運転する場合は、免許経験年数3年以上で、もしくは、免許経験年数1年以上で「受験資格特例教習」受講した上で国家公安委員会の試験に合格しなければならない。

## 運転免許における自動車などの種類
2004年（平成16年）6月9日改正道路交通法の公布により、中型自動車免許の新設および大型・普通自動車免許の運転条件が変更され、2007年（平成19年）6月2日より新たに施行された。2015年（平成27年）6月17日改正道路交通法の公布により、準中型自動車免許の新設および大型・中型・普通自動車免許の運転条件が変更され、2017年（平成29年）3月12日に新たに施行された。その後、
2022年（令和4年）5月13日に施行された改正法では、中型・大型免許の受験資格を受験資格特例教習を受けることで普通免許取得後1年以上に短縮する規定が盛り込まれた（これにより、19歳での大型免許の取得が可能となった）。
なお、「普通」「大型」などの区分になっているが、車両のサイズは関係なく、車両の重量・最大乗車人数・最大積載量によって必要な免許が異なる。例えば、同じハイエースでも、コミューターは普通免許の最大乗車人数の10人を上回るので普通免許では運転できない。詳しくは下記参照。
なお、EU指令との対比では、貨物自動車に限り2017年法改正後の普通免許がB免許、準中型免許がC1免許、中型・大型免許がC免許に相当する。米国は州ごとに免許制度が異なる。

### 大型自動車
大型特殊自動車、大型自動二輪車、普通自動二輪車、小型特殊自動車以外の自動車で、次の条件のいずれかに該当する自動車。
- 車両総重量が11,000kg以上のもの
- 最大積載量が6,500kg以上のもの
- 乗車定員が30人以上のもの

なお、受験には普通免許、準中型免許、中型免許、大型特殊免許のいずれかの免許を受けていた期間が通算して3年以上（2022年5月13日からは受験資格特例教習を受けることで1年以上）あることを要する。前述の通り、従来は自衛官を除いていたが、2007年6月の道路交通法改正以降は、自衛隊内で大型免許を取得しても操縦できるのは自衛隊車両に限定され、民間の大型車を運転することはできない。

### 中型自動車
大型自動車、大型特殊自動車、大型自動二輪車、普通自動二輪車、小型特殊自動車以外の自動車で、次の条件のいずれかに該当する自動車。
- 車両総重量が7,500kg以上11,000kg未満のもの
- 最大積載量が4,500kg以上6,500kg未満のもの
- 乗車定員が11人以上29人以下のもの

なお、受験には普通免許、準中型免許、大型特殊免許のいずれかの免許を受けた期間が通算して2年以上（2022年5月13日からは受験資格特例教習を受けることで1年以上）あることを要する（ただし、特例で自衛官を除く）。

#### 中型自動車8トン限定免許
2007年改正施行前に受けた普通免許は、改正施行日以降、次の限定条件（全条件を満たすこと）付きの中型免許とみなされる。（いわゆる「8トン限定中型免許」）
- 車両総重量が8,000kg未満のもの
- 最大積載量が5,000kg未満のもの
- 乗車定員が10人以下のもの

改正後の免許更新時に発行される免許証においては、記載内容が新制度に即したものへ変更されている。変更点は、免許区分の「普通」から「中型」への変更、免許条件に「中型車は中型車（8t）に限る」の追記、となっている（AT限定などの追加条件がある場合はそれに伴う追加変更もあり）。
この限定免許は、制度改正に伴い、改正前の普通免許所持者の免許区分を、そのまま改正後の普通免許や新設された中型免許などへ移行した場合、運転可能な車両範囲や視力要件などの条件が変更される事となり、社会的影響が大きいと考えられた事や、制度改正前の免許所持者の権利保護が必要とされた事から設定されたものである。そのため、改正前の普通免許の免許条件と全く同じ条件の免許である。また、このような制度移行に伴い設定された免許区分であるため、新規取得は不可能である。
その他、この免許は、中型免許に限定条件が付されたものとなっているため、限定解除を行う事で、限定条件のない純粋な中型免許へ移行可能である。ただし、限定解除を受けるには中型免許の受験資格を満たす必要があるほか、視力要件が上昇する事となり、深視力検査も必要となる。

### 準中型自動車
大型自動車、中型自動車、大型特殊自動車、大型自動二輪車、普通自動二輪車、小型特殊自動車以外の自動車で、次の条件のいずれかに該当する自動車。
- 車両総重量が3,500kg以上7,500kg未満のもの
- 最大積載量が2,000kg以上4,500kg未満のもの
- 乗車定員が10人以下のもの

#### 準中型自動車5トン限定免許
2007年（平成19年）改正施行後で、2017年改正施行前に受けた普通免許は、改正施行日以降、次の限定条件（全条件を満たすこと）付きの準中型免許とみなされる。
- 車両総重量が5,000kg未満のもの
- 最大積載量が3,000kg未満のもの
- 乗車定員が10人以下のもの

これは上述の（旧）普通免許で運転できる自動車の範囲と同じである。なお、限定解除をすれば免許証の条件はなくなる（ただし、視力要件の上昇、深視力検査ありとなる）。
なお、上記の期間に普通第二種免許を受けた場合は、5トン限定中型二種免許となる。限定条件は上記と同様である。

### 普通自動車
大型自動車、中型自動車、準中型自動車、大型特殊自動車、大型自動二輪車、普通自動二輪車、小型特殊自動車以外の自動車。具体的には、次の条件の全てに該当する自動車である。
- 車両総重量が3,500kg未満のもの
- 最大積載量が2,000kg未満のもの
- 乗車定員が10人以下のもの

### 大型特殊自動車
キャタピラ式や装輪式など特殊な構造を持ち、特殊な作業に使用する自動車で、最高速度や車体の大きさが小型特殊自動車にあてはまらない自動車。
フォークリフトやパワーショベルなどの車両系建設機械の資格を取得する際、大型特殊免許保持者は非保持者と比べその取得に必要とする受講科目が免除されるため、受講時間の短縮になり、受講料が非保持者より安価になるという利点がある。また、教習施設によってはフォークリフトや車両系建設機械の特別教育を行う場合、大型特殊免許保持者のみにしか行っていない所もある。
大型特殊免許は、公道を走行・通過するための資格であって、実際に作業を行う場合は該当する機械に対応した免許、技能講習や特別教育を修了しておく必要がある。

### 大型自動二輪車
エンジンの総排気量（定格出力）が400cc（20kW）を超える二輪の自動車（バイク単体での使用も可能な1輪駆動の側車付きのものを含む）。
※トライク、サイドカー、特定二輪車などは、法規要件により扱いが異なる場合がある。詳細は各項目参照。次の普通自動二輪車においても同様。

### 普通自動二輪車
エンジンの総排気量（定格出力）が50cc（0.60kW）を超え400cc（20kW）以下の二輪の自動車（バイク単体での使用も可能な1輪駆動の側車付きのものを含む）。また、エンジンの総排気量（定格出力）が50cc（0.60kW）を超え、125cc（1.0kW）以下の二輪の自動車（小型自動二輪車あるいは原付二種という）の運転に限定した免許がある。

### 小型特殊自動車
次の条件の全てに該当する特殊な構造をもつ自動車。
- 最高速度が15km/h以下のもの
- 長さ4.7m以下、幅1.70m以下、高さ2.80m以下のもの

（なお、登録上は新小型特殊自動車という区別がある。運転には大型特殊免許が必要だが、登録および地方税の課税については小型特殊自動車と同等となる。フォークリフト参照）。

### 原動機付自転車
次の条件のいずれかに該当する原動機を備える車両。
- 総排気量（定格出力）が50cc（0.60kW）以下の二輪のもの
- 総排気量（定格出力）が20cc（0.25kW）以下の三輪以上のもの
- 車室を備えず、最大の輪距が0.50m以下で、総排気量（定格出力）が50cc（0.60kW）以下の三輪以上のもの
- 側面が構造上開放されている車室を備え、輪距が0.50m以下で、総排気量（定格出力）が50cc（0.60kW）以下の三輪のもの

## 運転免許の区分の歴史
- 1919年（大正8年）1月11日 - 自動車取締令が公布された。第15条から第21条に運転免許に関する項目があり、甲種と乙種の二種類に区分し、甲種は全ての自動車、乙種は特定の自動車に限って運転が可能であった（取得可能年齢: 18歳以上）。有効期間は5年で更新制度はなく再度試験を受ける必要があった。自動自転車（側車つきは除外）は運転免許が不要であった（第33条）。
- 1933年（昭和8年）11月1日（8月18日公布）自動車取締令が改正され、第37条から第49条に運転免許の項目があり、普通免許、特殊免許、小型免許の3種類に区分され、小型免許は試験なしで取得可能であった。この時点で甲種免許所持者は普通免許と特殊免許（全車種）、乙種免許で普通自動車に限定されているものは普通免許、乙種免許で特殊自動車に限定されている者は該当する種類の自動車の免許、乙種免許で小型自動車に限定されている者は小型免許を申請により受けているものとみなされた。
  - 普通免許 - 普通自動車、小型自動車（取得可能年齢: 満18歳以上）
  - 特殊免許 - 指定された特殊自動車[注 21]、小型自動車（取得可能年齢: 満18歳以上）
  - 小型免許 - 小型自動車（取得可能年齢: 満16歳以上）
  - 旅客用自動車運転のための就業免許が導入される。（同令第73条から第79条。運転免許を所持していること）（取得可能年齢: 20歳以上。小型免許所持者は技能試験あり）
- 1948年（昭和23年）1月1日 - 1947年（昭和22年）12月13日公布の道路交通取締令が施行され第41条から第52条に運転免許の項目があり、普通免許、特殊免許、小型免許に分類され特殊免許は第一種から第三種、小型免許は第一種から第四種に細分された。この時点で普通免許所持者は普通免許、特殊免許所持者は特殊免許（ただし、普通自動車に該当する自動車は普通免許、小型自動車に該当する自動車は申請により所持していた免許によって小型免許（第一種 - 第四種。施行日から6か月以内は小型免許を受けたものとみなされた。）に区分変更された。

| 種別     | 区分                                         | 運転可能車両                                       | 取得可能年齢 |
| -------- | -------------------------------------------- | -------------------------------------------------- | ------------ |
| 普通免許 |                                              | 普通自動車、小型自動車（第一種、第四種）           | 満18歳以上   |
| 特殊免許 | 第一種（けん引車）                           | 特殊自動車（第一種）、小型自動車（第一種、第四種） | 満18歳以上   |
| 特殊免許 | 第二種（ロードローラー）                     | 特殊自動車（第二種）、小型自動車（第四種）         | 満18歳以上   |
| 特殊免許 | 第三種（その他の特種自動車）                 | 特殊自動車（第三種）、小型自動車（第四種）         | 満18歳以上   |
| 小型免許 | 第一種（四輪車、前二輪により操縦する三輪車） | 小型自動車（第一種、第四種）                       | 満16歳以上   |
| 小型免許 | 第二種（前一輪により操縦する三輪車）         | 小型自動車（第二種、第四種）                       | 満16歳以上   |
| 小型免許 | 第三種（二輪車）                             | 小型自動車（第三種、第四種）                       | 満16歳以上   |
| 小型免許 | 第四種（軽二輪車）                           | 小型自動車（第四種）                               | 満16歳以上   |

- 1949年（昭和24年）11月1日 - （同年10月31日公布道路交通取締令）が改正され、普通自動車免許、けん引自動車免許、特殊作業用免許、特種自動車免許、小型自動四輪車免許、自動三輪車免許、側車付自動二輪車免許、自動二輪車免許、軽自動二輪車免許の十種類に細分化される。すでに普通免許を所持していたものは普通自動車免許、特殊免許（第一種）所持者はけん引自動車免許、特殊免許（第二種）所持者は特殊作業用自動車免許、小型免許（第一種）は小型自動四輪車免許、小型免許（第二種）は自動三輪車免許、小型免許（第四種）は軽自動二輪車免許に区分変更された。特殊免許（第三種）は申請により運転していた車の種類によって特種自動車免許、自動三輪車免許、側車付自動二輪車免許、自動二輪車免許（施行日から6か月以内は特種自動車免許、自動三輪車免許、側車付自動二輪車免許、自動二輪車免許を取得したものとみなされる）に相当する免許、小型免許（第三種）は申請により側車付自動二輪車、自動二輪車（施行日から6か月以内は側車付自動二輪車免許、自動二輪車免許を取得したものとみなされる）に相当する免許を受けた。

| 区分                 | 運転可能車両                                   | 取得可能年齢 |
| -------------------- | ---------------------------------------------- | ------------ |
| 普通自動車免許       | 普通自動車、小型自動四輪車、軽自動二輪車       | 満18歳以上   |
| けん引自動車免許     | けん引自動車、小型自動四輪車、軽自動二輪車     | 満18歳以上   |
| 特殊作業用自動車免許 | 特殊作業用自動車、軽自動二輪車                 | 満18歳以上   |
| 特種自動車免許       | 特種自動車のうち指定された自動車、軽自動二輪車 | 満18歳以上   |
| 小型自動四輪車免許   | 小型自動四輪車、軽自動二輪車                   | 満16歳以上   |
| 自動三輪車免許       | 自動三輪車、軽自動二輪車                       | 満16歳以上   |
| 側車付自動二輪車免許 | 側車付自動二輪車、軽自動二輪車                 | 満16歳以上   |
| 自動二輪車免許       | 自動二輪車、軽自動二輪車                       | 満16歳以上   |
| 軽自動二輪車免許     | 軽自動二輪車                                   | 満16歳以上   |

- 1952年（昭和27年） - 道路交通取締令改正により軽自動二輪車免許を軽自動車免許に改める（取得可能年齢16歳以上。農耕車限定あり。）。原動機付自転車に運転許可が導入される（第一種と第二種がある。許可可能年齢: 14歳以上）。
- 1953年（昭和28年）9月1日 - 同年8月31日公布 - 側車付自動二輪車免許で自動二輪車が、けん引自動車免許で自動三輪車が、それぞれ運転できるようになる。
- 1956年（昭和31年）8月1日 - 第二種運転免許が導入される。普通自動車免許を大型自動車免許と普通自動車免許に分離する。当時、普通自動車免許所持者は大型自動車第二種免許、けん引自動車免許はけん引自動車第二種免許、小型自動四輪免許は小型自動四輪第二種免許、自動三輪免許所持者は自動三輪第二種免許を受けたものとみなされた[注 22]。

| 種類           | 区分                     | 運転可能車両 | 取得可能年齢 |
| -------------- | ------------------------ | --- | --- |
| 第一種運転免許 | 大型自動車免許           | 普通自動車、小型自動四輪車、軽自動車 | 満18歳以上 |
| 第一種運転免許 | 普通自動車免許           | 普通自動車（乗車定員11名以上の自動車及び、もっぱら貨物を運搬する構造の自動車のうち最大積載量5,000kg以上のものを除く）、小型自動四輪車、軽自動車 | 満18歳以上 |
| 第一種運転免許 | けん引自動車免許         | けん引自動車、小型自動四輪車、自動三輪車、軽自動車                                                                                              | 満18歳以上 |
| 第一種運転免許 | 特殊作業用自動車免許     | 特殊作業用自動車、軽自動車 | 満18歳以上 |
| 第一種運転免許 | 特種自動車免許           | 特種自動車のうち指定された自動車、軽自動車 | 満18歳以上 |
| 第一種運転免許 | 小型自動四輪車免許       | 小型自動四輪車、軽自動車 | 満16歳以上 |
| 第一種運転免許 | 自動三輪車免許           | 自動三輪車、軽自動車 | 満16歳以上 |
| 第一種運転免許 | 側車付自動二輪車免許     | 側車付自動二輪車、自動二輪車、軽自動車 | 満16歳以上 |
| 第一種運転免許 | 自動二輪車免許           | 自動二輪車、軽自動車 | 満16歳以上 |
| 第一種運転免許 | 軽自動車免許             | 軽自動車 | 満16歳以上 |
| 第二種運転免許 | 大型自動車第二種免許     | 普通自動車、小型自動四輪車、軽自動車 | 満21歳以上（大型免許、普通免許、けん引免許（側車付自動二輪車、自動二輪車、軽自動車のけん引自動車を除く）、小型自動四輪車免許、自動三輪車を取得した者でこれらの自動車の運転経験期間が通算して3年以上の者） |
| 第二種運転免許 | 普通自動車第二種免許     | 普通自動車（乗車定員11名以上の自動車及び、もっぱら貨物を運搬する構造の自動車のうち最大積載量5,000kg以上のものを除く）、小型自動四輪車、軽自動車 | 満21歳以上（大型免許、普通免許、けん引免許（側車付自動二輪車、自動二輪車、軽自動車のけん引自動車を除く）、小型自動四輪車免許、自動三輪車を取得した者でこれらの自動車の運転経験期間が通算して3年以上の者） |
| 第二種運転免許 | けん引自動車第二種免許   | けん引自動車、小型自動四輪車、自動三輪車、軽自動車                                                                                              | 満21歳以上（大型免許、普通免許、けん引免許（側車付自動二輪車、自動二輪車、軽自動車のけん引自動車を除く）、小型自動四輪車免許、自動三輪車を取得した者でこれらの自動車の運転経験期間が通算して3年以上の者） |
| 第二種運転免許 | 小型自動四輪車第二種免許 | 小型自動四輪車、軽自動車 | 満21歳以上（大型免許、普通免許、けん引免許（側車付自動二輪車、自動二輪車、軽自動車のけん引自動車を除く）、小型自動四輪車免許、自動三輪車を取得した者でこれらの自動車の運転経験期間が通算して3年以上の者） |
| 第二種運転免許 | 自動三輪車第二種免許     | 自動三輪車、軽自動車 | 満21歳以上（大型免許、普通免許、けん引免許（側車付自動二輪車、自動二輪車、軽自動車のけん引自動車を除く）、小型自動四輪車免許、自動三輪車を取得した者でこれらの自動車の運転経験期間が通算して3年以上の者） |

- 1960年（昭和35年）12月20日 - 道路交通法施行に伴い免許区分が改正される。原動機付自転車も免許取得が必要になる。大型自動車免許や普通自動車免許で自動三輪車が運転できるようになる。特殊作業用自動車免許を特殊免許に名称変更。けん引自動車免許が特殊免許に、小型自動四輪車免許は普通自動車免許に、特種自動車免許は特殊自動車免許に、側車付自動二輪車免許が自動二輪車免許にそれぞれ統合される。この時点で側車付自動二輪車免許所持者は自動二輪車免許、特種自動車免許所持者は特殊作業用自動車免許、けん引自動車免許は普通自動車免許と特殊自動車免許、小型自動四輪第二種免許は普通自動車第二種免許、けん引自動車第二種免許は、普通自動車第二種免許と特殊自動車第二種免許、原動機付自転車第一種許可は第一種原動機付自転車免許、原動機付自転車第二種許可は第二種原動機付自転車免許を受けているものとみなされた。小型自動四輪車は普通自動車免許を受けているものとみなされた[注 23]。

| 種類           | 区分                     | 運転可能車両                                                                             | 取得可能年齢 |
| -------------- | ------------------------ | ---------------------------------------------------------------------------------------- | --- |
| 第一種運転免許 | 大型自動車免許           | 大型自動車、普通自動車、自動三輪車、軽自動車、第二種原動機付自転車、第一種原動機付自転車 | 満18歳以上 |
| 第一種運転免許 | 普通自動車免許           | 普通自動車、自動三輪車、軽自動車、第二種原動機付自転車、第一種原動機付自転車             | 満18歳以上 |
| 第一種運転免許 | 特殊自動車免許           | 特殊自動車、軽自動車、第二種原動機付自転車、第一種原動機付自転車                         | 満18歳以上 |
| 第一種運転免許 | 自動三輪車免許           | 自動三輪車、軽自動車、第二種原動機付自転車、第一種原動機付自転車                         | 満16歳以上 |
| 第一種運転免許 | 自動二輪車免許           | 自動二輪車、軽自動車、第二種原動機付自転車、第一種原動機付自転車                         | 満16歳以上 |
| 第一種運転免許 | 軽自動車免許             | 軽自動車、第二種原動機付自転車、第一種原動機付自転車                                     | 満16歳以上 |
| 第一種運転免許 | 第一種原動機付自転車免許 | 第一種原動機付自転車                                                                     | 満16歳以上 |
| 第一種運転免許 | 第二種原動機付自転車免許 | 第二種原動機付自転車、第一種原動機付自転車                                               | 満16歳以上 |
| 第二種運転免許 | 大型自動車第二種免許     | 大型自動車、普通自動車、自動三輪車、軽自動車、第二種原動機付自転車、第一種原動機付自転車 | 満21歳以上（大型免許、普通免許、特殊免許、三輪免許を取得した者でこれらの自動車の運転経験期間が通算して3年以上の者） |
| 第二種運転免許 | 普通自動車第二種免許     | 普通自動車、自動三輪車、軽自動車、第二種原動機付自転車、第一種原動機付自転車             | 満21歳以上（大型免許、普通免許、特殊免許、三輪免許を取得した者でこれらの自動車の運転経験期間が通算して3年以上の者） |
| 第二種運転免許 | 特殊自動車第二種免許     | 特殊自動車、軽自動車、第二種原動機付自転車、第一種原動機付自転車                         | 満21歳以上（大型免許、普通免許、特殊免許、三輪免許を取得した者でこれらの自動車の運転経験期間が通算して3年以上の者） |
| 第二種運転免許 | 自動三輪車第二種免許     | 自動三輪車、軽自動車、第二種原動機付自転車、第一種原動機付自転車                         | 満21歳以上（大型免許、普通免許、特殊免許、三輪免許を取得した者でこれらの自動車の運転経験期間が通算して3年以上の者） |

- 1962年（昭和37年）7月1日 - 同年6月2日公布 - 同年7月1日以降に大型免許を受けたもので21歳未満または大型免許、普通免許、特殊免許、三輪免許を受けたもので運転経験期間が二年に満たない者は政令で定める大型自動車（特定大型車）を運転することができなくなった。
- 1964年（昭和39年）9月1日 - 同年6月1日公布 - 特殊自動車免許を大型特殊自動車免許と小型特殊自動車免許（筆記試験のみ）に分離する[注 27]。特殊自動車免許所持者は大型特殊免許に区分が変更される。軽自動車の農耕車限定免許所持者は小型特殊自動車に区分変更される。
- 1965年（昭和40年）9月1日 - 同年6月1日公布 - 自動三輪車免許、自動三輪車第二種免許をそれぞれ普通自動車免許、普通自動車第二種免許に統合する[注 28]。第二種原動機付自転車免許を自動二輪車免許に区分変更する[注 29]。大型特殊自動車免許のけん引限定をけん引免許に分離する。[注 30]。取得資格も大型自動車、普通自動車、大型特殊自動車のいずれかの免許を所持していることが条件となる[注 31]。原動機付自転車免許、小型特殊自動車免許所持者を除く運転免許を受けているものは自動二輪車免許を受けたものとみなされる。すでに自動二輪車免許所持している者は軽自動車免許を受けたものとみなされる。軽自動車免許に含まれていた二輪の軽自動車（250cc以下）が自動二輪車に区分変更されたため、この日以降に取得した大型自動車免許、普通自動車免許で二輪車が運転できなくなる。

| 種類           | 区分                     | 運転可能車両 | 取得可能年齢 |
| -------------- | ------------------------ | --- | --- |
| 第一種運転免許 | 大型自動車免許           | 大型自動車、普通自動車、小型特殊自動車、軽自動車、原動機付自転車                                                      | 満18歳以上 |
| 第一種運転免許 | 普通自動車免許           | 普通自動車、小型特殊自動車、軽自動車、原動機付自転車                                                                  | 満18歳以上 |
| 第一種運転免許 | 大型特殊自動車免許       | 大型特殊自動車、小型特殊自動車、原動機付自転車                                                                        | 満18歳以上 |
| 第一種運転免許 | 自動二輪車免許           | 自動二輪車、トライク、小型特殊自動車、原動機付自転車                                                                  | 満16歳以上 |
| 第一種運転免許 | 軽自動車免許             | 軽自動車、小型特殊自動車、原動機付自転車                                                                              | 満16歳以上 |
| 第一種運転免許 | 小型特殊自動車免許       | 小型特殊自動車 | 満16歳以上 |
| 第一種運転免許 | 原動機付自転車免許       | 原動機付自転車 | 満16歳以上 |
| 第一種運転免許 | けん引免許               | 車両総重量が750kgを超える車（重被けん引車）をけん引する場合。（ただし故障車をクレーンやロープでけん引する場合は不要） | 満18歳以上でかつ、大型免許、普通免許、大型特殊免許のいずれかを取得していること |
| 第二種運転免許 | 大型自動車第二種免許     | 大型自動車、普通自動車、小型特殊自動車、軽自動車、原動機付自転車                                                      | 満21歳以上（大型免許、普通免許、大型特殊免許を取得した者でこれらの自動車の運転経験期間が通算して3年以上の者）                                                                                   |
| 第二種運転免許 | 普通自動車第二種免許     | 普通自動車、軽自動車、小型特殊自動車、原動機付自転車                                                                  | 満21歳以上（大型免許、普通免許、大型特殊免許を取得した者でこれらの自動車の運転経験期間が通算して3年以上の者）                                                                                   |
| 第二種運転免許 | 大型特殊自動車第二種免許 | 大型特殊自動車、小型特殊自動車、原動機付自転車                                                                        | 満21歳以上（大型免許、普通免許、大型特殊免許を取得した者でこれらの自動車の運転経験期間が通算して3年以上の者）                                                                                   |
| 第二種運転免許 | けん引第二種免許         | 車両総重量が750kgを超える車（重被けん引車）をけん引する場合。（ただし故障車をクレーンやロープでけん引する場合は不要） | 満21歳以上で大型免許、普通免許、大型特殊免許のいずれかの免許を取得した者でこれらの自動車の運転経験期間が通算して3年以上の者でかつ、けん引免許を取得しているか、他の第二種免許を取得していること |

- 1967年（昭和42年） - 同年8月1日公布 - 施行日以降大型免許の取得条件を20歳以上（自衛官は19歳以上）かつ普通免許、大型特殊免許のいずれかを受けていた期間が2年以上に変更（自衛官は除外）。また、施行日以降大型免許を受けたもので政令で定める大型自動車（特定大型車）を運転することができない期間を大型免許、普通免許、大型特殊免許のいずれかの免許を取得してから2年から3年に変更。
- 1968年（昭和43年）9月1日 - 1965年（昭和40年）6月1日公布 - 軽自動車免許を普通自動車免許に統合する[注 33]。
- 1970年（昭和45年）8月20日 - 道路交通法施行規則改正により普通免許で運転できる乗車定員が10名以下に変更される。このときマイクロバスを運転していた者はマイクロバスが運転できる運転免許の区分が普通自動車免許から大型自動車免許に変更されたためマイクロバス限定大型免許の試験が、運転免許試験場において6か月間だけ行われた。
- 1972年（昭和47年）4月1日 - 同年3月29日公布 - 自動二輪車の免許条件区分を限定なし（300cc以上400cc以下の自動二輪車を使用して技能試験を行った場合）と125cc以下限定（100cc以上125cc以下の自動二輪車を使用して技能試験を行った場合）に改正。以前に限定なしの自動二輪車免許を取得した者はそのまま限定なしに、125cc以下限定はそのまま125cc以下限定に）
- 1972年（昭和47年）5月15日 - 沖縄の日本復帰に伴い沖縄[注 34]でも普通免許で運転できる乗車定員が10名以下に変更される。このときマイクロバスを運転していた者はマイクロバスが運転できる運転免許の区分が普通自動車免許から大型自動車免許に変更されたためマイクロバス限定大型免許の試験が、沖縄県自動車運転免許試験場において6か月間だけ行われた。
- 1975年（昭和50年）4月1日 - ホイール・ブレーカ[注 35]、フォーク・ローダー、ロータリー除雪車、自動車の車体が屈折して操縦する自動車が、大型特殊自動車と小型特殊自動車に分類されたため、大型特殊自動車に該当する自動車は10月1日から大型自動車免許（車両総重量8,000kg以上、最大積載量5,000kg以上のもの）、普通自動車免許で運転できなくなった。
- 1975年（昭和50年）10月1日 - 自動二輪車の免許条件区分を限定なし（400ccを超える自動二輪車を使用して技能試験を行った場合）、400cc以下限定（300cc以上400cc以下の自動二輪車を使用して技能試験を行った場合）と125cc以下限定（100cc以上125cc以下の自動二輪車を使用して技能試験を行った場合）に改正。以前に限定なしの自動二輪車免許を取得した者はそのまま限定なしに、125cc以下限定はそのまま125cc以下限定に）。
- 1981年（昭和56年）4月1日 - 同年4月14日公布 - 自動二輪車免許の条件区分を限定なし（400cc超過）、中型限定二輪免許（125cc超過400cc以下）、小型限定二輪免許（125cc以下）に改める。400cc以下限定は中型限定二輪免許に、125cc以下は小型限定二輪免許に区分変更。限定なしはそのまま。
- 1996年（平成8年）9月1日 - 自動二輪免許を、限定なしは大型自動二輪免許、中型限定は普通自動二輪免許、小型限定は普通自動二輪免許（125cc以下限定）に分ける。これにより、違反要件が限定条件違反から無免許運転に変更された。
- 2007年（平成19年）6月2日 - 中型免許の新設に伴い大型・普通免許の運転条件が変更（中型第二種免許も同様）。これ以前に普通免許を取得した者は中型免許8トン限定に運転条件が変更される。
- 2009年（平成21年）9月1日 - 道路交通法施行規則改正に伴い、3個の車輪を有する自動車でのうち左右の車輪の間隔が460mm未満であるなどの一定の構造を有するものを運転する際は、排気量に応じて大型二輪免許または普通二輪免許が必要になった。

- 2017年（平成29年）3月12日 - 準中型免許の新設に伴い、中型・普通免許の運転条件が変更された（準中型二種免許は新設されないが、準中型自動車を旅客営業で運行するには中型二種以上の免許が必要となる）。これ以前に普通免許を取得した者は準中型5トン限定免許（普通二種は中型二種5トン限定）に運転条件が変更される。
- 2019年（令和元年）12月1日 - 大型自動二輪車について、AT限定での排気量規制の撤廃が行われた他、20kWを超える定格出力を持つ電動などの二輪車も普通自動二輪車から大型自動二輪車に区分が変更された。この時点で該当する電動バイクを普通二輪免許で運転していた場合、経過措置として改正から1年間限定で電動大型自動二輪車限定免許試験が行われる。

## 旧区分
以下の区分は1970年8月20日（マイクロバスを普通自動車から大型自動車に区分変更）から2007年（平成19年）6月1日までの区分及び、2007年（平成19年）6月2日から2017年（平成29年）3月11日までの区分である（現行の道路交通法に拠る区分は上記を参照）。

### 1970年8月20日から2007年6月1日まで

#### （旧）大型自動車
大型特殊自動車、大型自動二輪車、普通自動二輪車、小型特殊自動車以外の自動車で、次の条件のいずれかに該当する自動車。普通免許、大型特殊免許のいずれかの免許を受けた期間が通算して2年以上でなければ受験することができない（ただし自衛官を除く）。
- 車両総重量が8,000 kg以上のもの。
- 最大積載量が5,000 kg以上のもの。
- 乗車定員が11人以上のもの。

#### 特定大型車
大型自動車のうち、次の条件のいずれかに該当する自動車。大型免許を受けており、かつ、大型免許、普通免許、大型特殊免許のいずれかの免許を受けた期間が通算して3年以上でなければ運転することはできない（ただし、自衛官が職務のために自衛隊用自動車を運転する場合を除く）。
- 車両総重量が11,000 kg以上のもの。
- 最大積載量が6,500 kg以上のもの。
- 乗車定員が30人以上のもの。
- 砂、砂利、玉石、土、アスファルト、コンクリート、レディーミクストコンクリートの運搬を業とする車。
- 火薬類を積載している車（火薬50 kg以下、爆薬25 kg以下を除く）。
- 緊急用務のため運転する（緊急自動車の）大型自動車。

#### 普通自動車（1970年 - 2007年）
大型自動車、大型特殊自動車、大型自動二輪車、普通自動二輪車、小型特殊自動車以外の自動車で、次の条件の全てに該当する自動車。
- 車両総重量が8,000 kg未満のもの。
- 最大積載量が5,000 kg未満のもの。
- 乗車定員が10人以下のもの。

### 2007年6月2日から2017年3月11日まで

#### （旧）中型自動車
大型自動車、大型特殊自動車、大型自動二輪車、普通自動二輪車、小型特殊自動車以外の自動車で、次の条件のいずれかに該当する自動車。ただし、受験には普通免許、大型特殊免許のいずれかの免許を受けた期間が通算して2年以上あることを要する（ただし自衛官を除く）。
- 車両総重量が5,000kg以上11,000kg未満のもの
- 最大積載量が3,000kg以上6,500kg未満のもの
- 乗車定員が11人以上29人以下のもの

#### 普通自動車（2007年 - 2017年）
大型自動車、中型自動車、大型特殊自動車、大型自動二輪車、普通自動二輪車、小型特殊自動車以外の自動車で、次の条件の全てに該当する自動車。
- 車両総重量が5,000 kg未満のもの。
- 最大積載量が3,000 kg未満のもの。
- 乗車定員が10人以下のもの。

### 区分変更等の内容
| 2007年（平成19年）6月1日までに取得の免許区分                       |                                                                     |                                                                         |
| 車両総重量8,000kg未満かつ最大積載量5,000kg未満かつ乗車定員10人以下 | 車両総重量11,000kg未満かつ最大積載量6,500kg未満かつ乗車定員29人以下 | 車両総重量11,000kg以上または最大積載量6,500kg以上または乗車定員30人以上 |
| 普通免許で運転できる                                               | 大型免許で運転できる                                                | 大型免許で運転できる。 ただし特定大型車の運転条件を満たす必要がある。   |

| 2017年（平成29年）3月11日までに取得の免許区分                      |                                                                     |                                                                         |
| 車両総重量5,000kg未満かつ最大積載量3,000kg未満かつ乗車定員10人以下 | 車両総重量11,000kg未満かつ最大積載量6,500kg未満かつ乗車定員29人以下 | 車両総重量11,000kg以上または最大積載量6,500kg以上または乗車定員30人以上 |
| 普通免許で運転できる                                               | 中型免許で運転できる                                                | （新）大型免許で運転できる                                              |

| 2017年（平成29年）3月12日以降取得の免許区分                        |                                                                    |                                                                     |                                                                          |
| 車両総重量3,500kg未満かつ最大積載量2,000kg未満かつ乗車定員10人以下 | 車両総重量7,500kg未満かつ最大積載量4,500kg未満かつ乗車定員10人以下 | 車両総重量11,000kg未満かつ最大積載量6,500kg未満かつ乗車定員29人以下 | 車両総重量11,000kg以上または最大積載量6,500kg1以上または乗車定員30人以上 |
| （新）普通免許で運転できる                                         | 準中型免許で運転できる                                             | 中型免許で運転できる                                                | 大型免許で運転できる                                                     |

| 乗車定員                          | 10人以下     | 11人以上 29人以下 | 30人以上 |
| --------------------------------- | ------------ | ----------------- | -------- |
| 1970年8月20日-2007年6月1日まで    | （旧）普通   | （旧）大型        | 特大     |
| 2007年6月2日から2017年3月11日まで | 普通         | 中型★             | 大型     |
| 現行                              | 普通、準中型 | 中型★             | 大型     |

| 最大積載量→ ↓車両総重量 | 2t未満     | 2t以上 3t未満 | 3t以上 4.5t未満 | 4.5t以上 5t未満 | 5t以上 6.5t未満 | 6.5t以上 |
| ----------------------- | ---------- | ------------- | --------------- | --------------- | --------------- | -------- |
| 3.5t未満                | 普通       | 準中型(5t)    | -               | -               | -               | -        |
| 3.5t以上5t未満          | 準中型(5t) | 準中型(5t)    | 準中型          | 中型(8t)        | -               | -        |
| 5t以上7.5t未満          | 準中型     | 準中型        | 準中型          | 中型(8t)        | 中型★           | -        |
| 7.5t以上8t未満          | 中型(8t)   | 中型(8t)      | 中型(8t)        | 中型(8t)        | 中型★           | 大型     |
| 8t以上11t未満           | 中型★      | 中型★         | 中型★           | 中型★           | 中型★           | 大型     |
| 11t以上                 | 大型       | 大型          | 大型            | 大型            | 大型            | 大型     |

※「★」付きは「特定中型自動車」扱いとなり、高速自動車国道における法定速度や道路標識における扱いが異なる（免許条件は差異がない）。
普通
改正後の（新）普通免許、普通免許、普通免許のいずれでも運転できる。
これ以降（下記）の免許でも運転可。
準中型（5t）
普通免許、普通免許では引き続き運転できる。
改正後の（新）普通免許では運転できない。
これ以降（下記）の免許でも運転可。
準中型
準中型免許（限定なし）、普通免許で運転できる。
改正後の（新）普通免許、普通免許、では運転できない。
これ以降（下記）の免許でも運転可。
中型（8t）
普通免許では引き続き運転できる。
改正後の（新）普通免許、普通免許、準中型免許では運転できない。
これ以降（下記）の免許でも運転可。
中型
中型免許（限定なし）で運転できる。
改正後の（新）普通免許、普通免許、準中型免許、普通免許では運転できない。
これ以降（下記）の免許でも運転可。なお、重量要件に限れば、特定大型車には該当しない。
大型
大型免許で運転できる。従来は、特定大型車の運転条件を満たす必要があった。
「-」
理論上（ほぼ）存在しない。
なお、上位免許を取得するほかに、限定付き免許を限定解除試験を受けて解除することもできる。詳細は「運転免許における自動車などの種類」を参照。

### 限定条件の扱い
過去の免許制度改正においては、運転範囲の変動に関する経過措置がとられた場合は、それらの変動部分を『限定条件として規定し条件欄に記載する』方式と、『審査未済として規定し条件欄に「審査○○未済」と簡略記載（○○には「普1/普1、2/普2/軽車」）する』方式があったが、今回の改正では審査未済方式が廃止（限定条件方式へ移行）され、8t限定中型免許についても限定条件方式となるため、条件欄にその旨の記載がなされることとなり、「中型車は中型車 (8t) に限る」と記載される。5t限定準中型免許についても限定条件方式となるため、条件欄にその旨の記載がなされることとなり、「準中型で運転できる準中型車は準中型車 (5t) に限る」と記載される。

## 適性試験
適性試験は、運転免許試験の一種であり、新規免許取得のための試験の際に、自動車等の運転について必要な適性について実施される。適性検査は、免許証の更新時の定期検査、および臨時適性検査として行われる。

### 適性試験の内容
視力
それぞれの免許の基準に達しない場合、眼鏡等で矯正してもよい。
普通、大型特殊、大型二輪、普通二輪の各免許
両眼で0.7以上かつ片眼0.3以上、または片眼が0.3未満の場合は他眼の視力が0.7以上で視野が左右150度以上
第二種免許および大型・中型・準中型・けん引の各免許
両眼0.8以上かつ片眼それぞれ0.5以上。
原付および小型特殊
視力が両眼で0.5以上、または一眼が見えない場合は他眼の視野が左右150度以上で視力が0.5以上であること。

深視力（第二種免許および大型・中型・準中型・けん引の各免許）
三桿法の奥行知覚検査器により2.5メートルの距離で3回検査し、その平均誤差が2センチ以下であること。
色彩識別能力
赤色、青色及び黄色の識別ができること（初めて免許を取得する者に限る。）
聴力
10メートルの距離で90デシベルの警音器の音が聞こえること（補聴器使用可）。
補聴器を使用しても基準に達しない場合、準中型免許と普通免許に限り、特定後写鏡を使用すべきこととする条件を付すことにより可。
運動能力
自動車等の安全な運転に必要な認知、又はハンドルその他の装置を随意に操作できるなど、自動車の運転に支障を及ぼす身体障害がないこと。障害がある場合は、補助手段を講ずることにより支障がないこと。

## 学科試験
学科試験は第二種免許、第一種免許（原付免許.小型特殊免許を除く）、原付免許、小型特殊免許及び仮免許で出題範囲と時間、問題数が異なる。
- 仮免許の場合　正誤式で文章問題50問出題され制限時間は30分
- 原付免許及び小型特殊免許　正誤式で48問（文章問題46問、イラスト問題2問）出題され制限時間は30分
- 第二種免許及び第一種免許（原付、小型特殊免許を除く）の場合	正誤式で95問（文章問題90問、イラスト問題5問）出題され制限時間は50分となっている。

合格基準は90%以上。文章問題は1問1点配点、イラスト問題については、三肢に対する解答がすべて正しい場合のみ2点配点となっている。
問題は都道府県ごとに数パターン作成されており、その地域の道路事情の特色（路面電車、信号のある踏切、積雪の有無など）が反映された内容となっている。
なお、既に第二種免許を取得している場合は他の第二種免許、第一種免許、仮免許の学科試験が、第一種免許（原付免許、小型特殊免許を除く）を取得している場合は他の第一種免許、仮免許の学科試験が免除される。

### 外国語試験
第一種免許は外国語での試験に対応している。ただし、各都道府県で対応する言語は異なる。
英語、中国語、ポルトガル語、ベトナム語、タガログ語、タイ語、インドネシア語、ネパール語、クメール語、ミャンマー語（ビルマ語）、モンゴル語、スペイン語、ペルシャ語（ペルシア語）、韓国語（朝鮮語）、ロシア語、アラビア語、ウルドゥー語、シンハラ語、ヒンディー語、ウクライナ語
第二種免許についても2023年度内に外国語に対応することが予定されている。

## 色と有効期限
免許証の有効期限が記載されている箇所の帯の色は、免許を取りたて（初回更新前）の者はグリーン（若草色）で、交付後2年以上3年以内の間に来る「誕生日より1ヶ月後」の応当日（初回更新の期限）まで有効である。
それを過ぎるとブルー（青色）となり、最初だけは3年間有効。その次の更新までの間が無事故無違反であればゴールド（金色）の免許証を交付され、5年間有効となる。この場合も満了日以降の5回目の誕生日より1ヶ月後の応当日となる。
なお、有効期限は特例適用のうえでなおその日が日曜日、土曜日、国民の休日または12月29日から翌年1月3日までの日のどれかに該当する場合には、その日以降の該当しない日が有効期限となる。なお、日曜日は免許センターで更新手続きがあるが該当する日に分類される。いずれにせよ免許証に表示された日付が法的な有効期限である。免許の有効期間中に国民の休日の改正があった場合は、免許に記載された日によるか、改正後の規定によることになるかは明文の規定はない。
ゴールド免許で単純な物損事故や自損事故（反則点数が付かない）の場合はゴールド免許は維持されるが、有効期限の間に事故や反則点数が付く違反（「免許証不携帯」や「泥はね運転」など、反則点数のつかない違反は除く）を起こした場合、次回の更新で交付されるのはブルー免許となる。
免許証の色と有効期限は次のようになっている。
| 区分       | 帯の色   | 該当する者 |
| ---------- | -------- | --- |
| 優良運転者 | ゴールド | 継続して免許を受けている期間が5年以上で、過去5年間、無違反かつ人身事故を起こしたことがない者。                                            |
| 一般運転者 | ブルー   | 継続して免許を受けている期間が5年以上で、過去5年間、違反点数3点以下の違反行為が1回のみで、かつ人身事故を起こしたことのない者。            |
| 違反運転者 | ブルー   | 過去5年間、違反歴（一般運転者や初回更新者に該当する場合を除く）または人身事故歴がある者。                                                 |
| 初回更新者 | ブルー   | 継続して免許を受けている期間が5年未満で、過去の違反行為について違反点数3点以下の違反行為が1回以下で、かつ人身事故を起こしたことがない者。 |
| 新規取得者 | グリーン | 運転免許を新たに取得した者。 |

| 区分                            | 区分                       | 有効期限                                          |
| ------------------------------- | -------------------------- | ------------------------------------------------- |
| 優良運転者または一般運転者（※） | 更新時の年齢が69歳以下     | 5年間                                             |
| 優良運転者または一般運転者（※） | 更新時の年齢が70歳         | 4年間                                             |
| 優良運転者または一般運転者（※） | 更新時の年齢が71歳以上     | 3年間                                             |
| 違反運転者または初回更新者      | 違反運転者または初回更新者 | 3年間                                             |
| 新規取得者                      | 新規取得者                 | 免許取得後の 3回目の誕生日の1ヶ月後の応答日まで。 |

ゴールド免許ではあっても、更新時の年齢が70歳の者は有効期限4年、同じく71歳以上の者は有効期限3年である。これは一般運転者の場合も同様である。

### 更新と講習
免許の更新手続きは通常、誕生日の1ヶ月前から有効期限までに受ける事ができる。ただし運転免許センター、警察署により受付可能な日時は異なる。通常の更新手続きにより更新した場合、所定の期間内のいずれの日に受けた場合であっても、有効期限をもって満了したものとみなすため、次回の有効期限に変化はない（更新年数は前述の表の通りとなる）。
また、免許更新時には講習を受講しなければならないが、その講習時間と内容も以下のとおり区分によって異なる。
| 区分                                                 | 講習時間               | 講義内容 |
| ---------------------------------------------------- | ---------------------- | --- |
| 優良運転者講習                                       | 30分                   | 道路交通法の変更点・法令 DVDを使って最近の交通事情解説及び交通安全の注意喚起・お願い |
| 一般運転者講習                                       | 1時間                  | 道路交通法の変更点・法令 DVDを使って最近の交通事情解説及び交通安全の注意喚起・お願い 運転時の運転者としての心構え・義務                                                                         |
| 初回更新者講習 違反運転者講習 （合同で行う場合あり） | 2時間 （途中休憩あり） | 道路交通法の変更点・法令 DVDを使って最近の交通事情解説及び交通安全の注意喚起・お願い 最近の交通事故の傾向 交通事故を起こしてしまった際の対処法 交通事故を未然に防ぐための安全確認・危険箇所把握 |

優良運転者講習は、自宅等でのオンライン受講も可能。但し本人確認のためマイナンバーカードが必要。2022年2月1日より、北海道・千葉県・京都府・山口県の4道府県警でモデル事業を開始。2023年度以降、全国実施のためのシステム改修。2024度末以降、全国でオンライン講習を実施予定。

### 期限前更新
所定の更新期間内に以下のやむを得ない事情により免許の更新を受ける事ができないと予想される場合には、所定の更新期間開始日よりも前に、通常の更新手続きと同様の講習を受けて、免許の更新を受ける事ができる。この場合、免許は更新手続きを行った日に満了するものとされるため、通常の更新手続きにより更新した場合と比較すると1年短くなる。パスポートと出張命令書や旅行日程表（航空券控）など、診断書や母子手帳など、診断書や在監証明書などの提示等が必要である。また、手続自体は平日に限られたり、一部の警察署や運転免許センター等では実施されない（遠方のセンターなどに行かなければならない）場合もある。
- 海外旅行。
- 病気又は負傷について療養していること（出産を含む）。
- 法令の規定により身体の自由を拘束されていること。
- 社会の慣習上又は業務の遂行上やむを得ない用務が生じていること。
- 積雪、高波その他の自然現象により交通が困難となつていること。

## 初心運転者期間
準中型・普通・大型自動二輪・普通自動二輪・原付の各免許について、（一部の例外を除き）新規取得後1年間は初心運転者期間とされ、初心運転者標識（若葉マーク）の使用（準中型車・普通車）や初心者講習・再試験など、特別な規制が課されている。

## 高齢者講習と認知機能検定
運転免許証の更新期間満了日（誕生日の1か月後の日）の年齢が70歳から74歳のドライバーは高齢者講習を受講しないと運転免許証の更新はできない。また、運転免許証の更新期間が満了する日の年齢が75歳以上のドライバーは、高齢者講習の前に認知機能検査を受けなければならない。認知機能検査は、運転免許証の更新期間が満了する日の6ヶ月前から受けることができる。
対象者には運転免許証の更新期間が満了する日の6ヶ月前までに認知機能検査と高齢者講習の通知が警察から届く。
2020年代において高齢者講習の受講者は増加傾向にあり、地域によっては講習の予約が取りにくい状況が続いている。2023年（平成5年）の神奈川県西部の例では、高齢者講習の待ち日数が全国平均で28.7日であったところ平均64.0日となったため、神奈川県警察は小田原フラワーガーデンとおだわら諏訪の原公園で出張講習を行った。また、川崎大師平間寺の自動車安全運転祈祷殿の駐車場にコースを設置するなどの対応にあたった。

## 失効特例
運転免許を期間内に更新しない場合、有効期限の日の翌日（午前0時）に免許は全種類が失効する。
再度免許を取得するには、初回取得時と同様に運転免許試験場で適性試験・技能試験・学科試験を受験することが原則である。その他に初回取得時と同様に指定自動車教習所（通称「公認」）へ入所し、卒業検定に合格する事により、運転免許試験場での技能試験を免除されて取得する方法もある。

### 無免許運転との関連
運転免許が失効した日以降にそのまま自動車等を運転すると、無免許運転となり、故意の場合は免許取消・罰金、悪質な場合は逮捕・起訴を含め厳しく処分される。自動車運転死傷行為処罰法では人身事故の際に無免許運転をしていた場合に法定刑が重くなっている。無免許運転が判明した場合、過失（不処分）である事を立証するには多大な手数を伴う。また失効日以降に自動車等を運転して職務質問、検問、交通違反での検挙、およびその他の理由で摘発された場合、その場で「運転禁止」となり、運転の継続は故意の無免許運転として検挙、逮捕される。よって他の運転可能な運転免許保持者に運転してもらうか、二輪車であれば押して行くか、レッカー等を手配しなければならない。場所によってはそのまま車両を離れると放置駐車違反で摘発される。交通違反で検挙された場合で罰則がある行為については、反則行為適用ではなく、最初から交通切符適用となり、簡易裁判所等への出頭を含めた刑事処分となる。当然出頭時に自動車等を自ら運転して行った場合は故意の無免許運転として検挙される。
以上のように免許失効後のうっかり運転は初回かつ過失を立証できない限りは厳しく処罰、処分され大きな不利益を被るのが通例である。

### うっかり失効
免許の有効期限が切れ失効した日以降に、運転はしなかったが更新手続きを忘れたようなうっかり失効の場合には、理由を問わず、有効期限から原則6ヶ月以内であれば、学科試験・技能試験が免除され、更新時と同様の講習を受け適性試験を通過すれば免許を取得することができる。

### やむを得ない事情による失効
規定の有効期限までに以下のやむを得ない事情により免許の更新を受けられなかった者は、有効期限から6ヶ月以降で3年以内でかつ当該やむを得ない事情があった最終日から1ヶ月以内であれば、パスポート、罹災証明、診断書や在監証明書などの提示等により、うっかり失効と同様に学科・技能試験が免除される。法令上は特定失効者と言う。
- 海外旅行をしていること。
- 災害を受けていること。
- 病気にかかり、又は負傷していること（出産を含む）。
- 法令の規定により身体の自由を拘束されていること。
- 社会の慣習上又は業務の遂行上やむを得ない緊急の用務が生じていること。

### 失効再取得の場合共通
手続自体は平日に限られたり、一部の警察署や運転免許センター等では実施されない（遠方のセンターなどに行かなければならない）、やむを得ない事情は証明書の準備が必要など一定の不都合はある。免許証記載の免許取得日は手続きの日となる（以前の免許は過去免許となる）。
複数の免許を受けている場合、失効再取得制度は単に学科試験、技能試験を免除し再取得させる手続きであり、受けていた免許の種類数ごとの受験手数料と交付手数料が掛かるため、多数またはフルビット免許保持者は手数料が相当額になる場合がある。運転可能な範囲は過去免許から基本的に変化はない。
手続きの際に自動車等を自ら運転して行った場合は当然故意の無免許運転として検挙される。

### その他
受験に仮運転免許が必要な免種（普通・準中型・中型・大型）の場合、やむを得ない事情がなくて失効後6ヶ月が過ぎても、失効後1年以内であれば仮運転免許の学科・技能試験が免除され、適性試験だけで仮運転免許は取得できる。
失効日から3年を過ぎると一切の救済措置がなくなるが、運転経験は一生残る（取り消しの場合も残る）。これは、普通車の運転経験が2年以上必要な中型、3年以上必要な大型や二種を今後取得する上で有利になる。これらを取得するときに旧免許+現免許の運転経験の合計で取得要件を満たすことができるので、例えば旧免許での普通車の運転経験が3年以上あれば、普通または、準中型免許の再取得後すぐに大型や二種を取得できるようになる。ただし免許証だけでは合計の年数を確認できないので、運転免許経歴証明書の提出が必要な場合がある。（自主返納者に発行する運転経歴証明書のことではない）
なお、途中で人身事故、重大な違反（免停となるような違反以上）、免許停止、仮停止等の処分を受けている場合や初心運転者期間の場合は条件が異なる場合があるため運転免許センター窓口等に確認のこと。
受刑者が服役中に運転免許が失効した場合、服役中に特定失効者として学科・技能試験を免除しての再受験・免許の再取得ができるが、未決勾留者については勾留中に拘置所内で再受験はできない。未決勾留中に免許が失効し再受験できず3年が経過してしまった受刑者がこの制度を問題視し国家賠償訴訟を起こした例がある。

## 申請取り消し（自主返納）
運転免許の全部または区分の一部を取消し申請することができる制度は、1998年（平成10年）4月に施行された。これは一般に反射速度の衰える高齢者を想定して創設された制度であったが、日本社会では運転免許証を身分証明書として用いる習慣が定着していたため、自主返納する者は少なかった。身分証明書としての役割を代替する証明書を新たに考案しない限り、この問題を解消することはできない。
そこで警視庁は、返納から5年以内は公的身分証明書として使用できる「運転経歴証明書」（通称：ゼロ免許証）の発行を、2002年（平成14年）から始めた。
また、上記の運転経歴証明書を提示することによって公共交通機関の割引などのサービスを受けられるよう条例を整備した地方自治体が、見られるようになった。
2019年（平成31年）4月19日に池袋暴走事故が発生すると、危険性が改めて認識され、当制度の社会的認知度は向上しつつあると見えて高齢者の自主返納が大幅に増加した。同年6月に車好きで知られる俳優・杉良太郎が74歳（当時）で自主返納したことも人々の注目を集め、高齢者の自主返納増加の一助になったと、警視庁の担当者は分析している。11月には大村崑（当時88歳）がこれに続いている。また、きっかけは人それぞれで、加山雄三は長年楽しんできたテレビゲーム『バイオハザード』を思うようにプレイできなくなったことで感覚の衰えを痛感し、同年9月に82歳（当時）で返納した。12月に返納したMr.マリック（当時70歳）は加山を見習っての行動であった（cf. 詳説と出典）。また、みのもんたは自家用車を4台も所有する車好きであったが、同年8月に75歳（当時）で受けた免許更新時の講習における運転シミュレーションで、典型的なアクセルペダルとブレーキペダルの踏み間違いを起こしてコンビニ店舗へ突っ込んでしまい、自身の実情を痛感したため、日を置かずに返納した。その旨を翌年10月25日にトークバラエティ番組内で明らかにした。
但し、公共交通空白地帯において自主返納しても移動手段が無く(関連項目：買い物難民、医療難民、『自由の国のシルバー暴走族』)、もしくは自主返納した事を忘れて無免許運転をしてしまう事例も相次いでいる。

## 免許取り消し（高齢者・薬物中毒者・精神疾患）
家族など親族が道路交通法第百三条(免許の取り消し・停止等)に基づくことで認知症を含む高齢者や精神疾患患者、アルコールや麻薬中毒者の運転免許を強制的に取り消す方法がある。医師も道交法百一条の六（医師の届出）によって、上記の患者が免許保有者と知った時は、診察結果を公安委員会に届けて運転免許取り消し申請を出来る。医師に上記の病だと診断された親族がいて本人が免許返納を拒否する場合、運転免許センターやサイト上にある公安委員会の申請書を医師に渡して、診断結果を記入してもらって家族が提出することで免許を取り消せる。申請後に公安委員会で診断結果から審議され、約1ヵ月後に行政処分の免許取消に値するかを面談して確認するための「聴聞会」開催の通知が本人に郵送される。本人が聴聞会への拒否など出席しないと自動的に免許取り消しされる。但し、公共交通空白地帯などにおいては、自主返納と同様に無免許運転をしてしまう可能性も否めない。この理由により運転免許取り消しを受けた場合、運転可能の診断を受けたうえで取り消しから3年以内であれば、再取得に必要な試験の一部が免除される（但しその間に交通違反があった、免許取り消し日前の直近で提出した質問票等に虚偽の記載があった、薬物中毒により取り消しを受けた場合は対象とならない）。

## 日本国外での免許取得とその切替
日本国外で取得した運転免許証は、日本の運転免許に切り替えることができる。この手続きは外免切替（がいめんきりかえ）と通称されている。切り替え手続きは、運転免許試験場で行う。
- 手続きの流れ

1. 保有する海外免許の翻訳文
  - 日本自動車連盟 (JAF) 支部、もしくは発行元国家の大使館で取得。
2. 運転試験場にて書類審査、学科試験、必要があれば実技試験
  - 免許を取得した国家によっては、学科試験か技能試験もしくは両方を受けなくてもよい（免除される）。
3. 免許証交付

適性検査の合格基準は、国家により異なるため（例えば普通免許取得に必要な視力は、日本は0.7、アメリカ合衆国は0.5）日本の基準に基づき適性検査が行われる。その後、知識確認および技能確認（事実上の学科試験および技能試験）が行われ、合格すれば日本の免許証が交付される。
なお、日本と同等の技能、知識があると認められる下記28の国家・地域のいずれかで運転免許を取得した場合、これらの確認は免除される。
- アイスランド、アイルランド、アメリカ合衆国（バージニア州、ハワイ州、メリーランド州及びワシントン州に限る）、イギリス、イタリア、オーストラリア、オーストリア、オランダ、カナダ、大韓民国（韓国）、ギリシャ、スイス、スウェーデン、スペイン、スロベニア、チェコ、デンマーク、ドイツ、ニュージーランド、ノルウェー、ハンガリー、フィンランド、フランス、ベルギー、ポーランド、ポルトガル、モナコ、ルクセンブルク、中華民国（台湾）

実際の手続きには、現地の運転免許証の有効期限が切れていない、免許を取得後、通算して3か月以上滞在したことが確認できるもの、JAFに現地の免許証の『翻訳文書』を作成してもらう、日本国旅券の準備などの手続きを必要とする。
外国で運転免許を取得すれば、国際運転免許で日本での運転ができると考える人もいるが、日本の運転免許証への変更手続き（外免切替）が必要である。しかし、外免切替をすれば日本の免許が取得できることから、日本と比べて格安の世界での免許取得をする人もいる。ただし、日本国外での滞在期間が3か月未満の場合は無効である。
なお、航空機の操縦士資格（航空法では「免許」と呼ばない）の場合、費用の安さや教習訓練環境の問題から、アメリカ合衆国など国外で取得して、日本の資格に切り替えることが多く行われている。

### 外免切替制度をめぐる批判
外国人による事故と逆走が立て続けにニュースで報じられたため、外免切替の制度に関して関心が集まり、試験が簡単なのではないか？と批判が起ている。（実際の警視庁のデータでは合格率は知識試験が91％、技能試験が29％である。）批判の中で公明党が外免切替を簡単にしたと情報が広がったが、公明党はデマであると否定し外免切替に時間がかかるので、自動翻訳機や音声翻訳アプリを導入して改善するよう求めただけであると説明した。また公明党は人手不足による外国人労働者の増加で外国人の事故も増えているとして外免切替の試験内容を見直すことの検討などを要請し警察庁は外免切替制度の改正検討するとしている。